# Lysgårdsbakkene
L'Estadi Lysgårdsbakkene o Trampolins Lysgårdsbakkene (en noruec: Lysgårdsbakkene) són dos trampolins usats per a la pràctica del salt amb esquís situats a la ciutat de Lillehammer (Noruega). Construïts el 1993 i ampliats el 2007.
Les instal·lacions foren utilitzades durant els Jocs Olímpics d'Hivern de 1994 realitzats a Lillehammer per a la pràctica del salt amb esquís (salt de 90 metres i de 120 metres) així com de la combinada nòrdica. En aquestes instal·lacions, així mateix, s'hi realitzaren les cerimònies d'obertura i clausura dels Jocs.

## Instal·lacions
Els dos trampolins mesuren 137 i 112 metres respectivament, estan integrats al medi natural i permeten la pràctica del salt durant l'estiu.
L'estadi té una capacitat per a 35.000 espectadors, dels quals 7.500 poden estar asseguts. A més, fins a 25.000 persones poden seguir els esdeveniments des de zones lliures al voltant del lloc. Les estructures auxiliars inclouen una casa d'inici, una torre de jutges, que inclou espai d'oficines per a organitzadors i jutges, un edifici de mitjans i una sala tècnica sota les grades, així com una sala de primers auxilis i lavabos. També compta amb una instal·lació de producció de neu d'alta pressió amb sortides al llarg de l'aproximació i la sortida. El transport fins a la torre de la muntanya és accessible mitjançant un telecadira. Durant els Jocs Olímpics del 1994 el transport fins als llocs era majoritàriament per ferrocarril. Els espectadors van donar l'alta a l'estació de Lillehammer a la línia Dovre i després caminaven fins a l'estadi.
En aquest trampolí s'hi realitza anualment una competició de la Federació Internacional d'Esquí (FIS) que forma part de la Copa del Món de la disciplina. Per la gran tradició nacional d'aquest esport a Noruega té el títol de trampolí nacional juntament amb els trampolí Holmenkollen d'Oslo i el trampolí Granåsen de Trondheim.